# Arrondissement Limoges
Das Arrondissement Limoges ist eine Verwaltungseinheit im französischen Département Haute-Vienne innerhalb der Region Nouvelle-Aquitaine. Verwaltungssitz (Präfektur) ist Limoges.
Es besteht aus 17 Wahlkreisen (Kantonen) und 108 Gemeinden.

## Kantone
- Aixe-sur-Vienne
- Ambazac (mit 11 von 16 Gemeinden)
- Condat-sur-Vienne
- Couzeix
- Eymoutiers
- Limoges-1
- Limoges-2
- Limoges-3
- Limoges-4
- Limoges-5
- Limoges-6
- Limoges-7
- Limoges-8
- Limoges-9
- Panazol
- Saint-Léonard-de-Noblat
- Saint-Yrieix-la-Perche

## Gemeinden
Die Gemeinden des Arrondissements Bellac sind:
| 1. Aixe-sur-Vienne (87001)            | 2. Ambazac (87002)                     | 3. Augne (87004)                     | 4. Aureil (87005)                    |
| 5. Beaumont-du-Lac (87009)            | 6. Bersac-sur-Rivalier (87013)         | 7. Beynac (87015)                    | 8. Boisseuil (87019)                 |
| 9. Bonnac-la-Côte (87020)             | 10. Bosmie-l’Aiguille (87021)          | 11. Bujaleuf (87024)                 | 12. Burgnac (87025)                  |
| 13. Bussière-Galant (87027)           | 14. Châlus (87032)                     | 15. Champnétery (87035)              | 16. Chaptelat (87038)                |
| 17. Château-Chervix (87039)           | 18. Châteauneuf-la-Forêt (87040)       | 19. Cheissoux (87043)                | 20. Condat-sur-Vienne (87048)        |
| 21. Coussac-Bonneval (87049)          | 22. Couzeix (87050)                    | 23. Domps (87058)                    | 24. Eybouleuf (87062)                |
| 25. Eyjeaux (87063)                   | 26. Eymoutiers (87064)                 | 27. Feytiat (87065)                  | 28. Flavignac (87066)                |
| 29. Glandon (87071)                   | 30. Glanges (87072)                    | 31. Isle (87075)                     | 32. Jabreilles-les-Bordes (87076)    |
| 33. Janailhac (87077)                 | 34. Jourgnac (87081)                   | 35. La Croisille-sur-Briance (87051) | 36. La Geneytouse (87070)            |
| 37. La Jonchère-Saint-Maurice (87079) | 38. La Meyze (87096)                   | 39. La Porcherie (87120)             | 40. La Roche-l’Abeille (87127)       |
| 41. Ladignac-le-Long (87082)          | 42. Laurière (87083)                   | 43. Lavignac (87084)                 | 44. Le Chalard (87031)               |
| 45. Le Châtenet-en-Dognon (87042)     | 46. Le Palais-sur-Vienne (87113)       | 47. Le Vigen (87205)                 | 48. Les Billanges (87016)            |
| 49. Les Cars (87029)                  | 50. Limoges (87085)                    | 51. Linards (87086)                  | 52. Magnac-Bourg (87088)             |
| 53. Masléon (87093)                   | 54. Meilhac (87094)                    | 55. Meuzac (87095)                   | 56. Moissannes (87099)               |
| 57. Nedde (87104)                     | 58. Neuvic-Entier (87105)              | 59. Nexon (87106)                    | 60. Nieul (87107)                    |
| 61. Pageas (87112)                    | 62. Panazol (87114)                    | 63. Peyrat-le-Château (87117)        | 64. Peyrilhac (87118)                |
| 65. Pierre-Buffière (87119)           | 66. Rempnat (87123)                    | 67. Rilhac-Lastours (87124)          | 68. Rilhac-Rancon (87125)            |
| 69. Royères (87129)                   | 70. Roziers-Saint-Georges (87130)      | 71. Saint-Amand-le-Petit (87132)     | 72. Saint-Bonnet-Briance (87138)     |
| 73. Saint-Denis-des-Murs (87142)      | 74. Sainte-Anne-Saint-Priest (87134)   | 75. Saint-Gence (87143)              | 76. Saint-Genest-sur-Roselle (87144) |
| 77. Saint-Germain-les-Belles (87146)  | 78. Saint-Gilles-les-Forêts (87147)    | 79. Saint-Hilaire-Bonneval (87148)   | 80. Saint-Hilaire-les-Places (87150) |
| 81. Saint-Jean-Ligoure (87151)        | 82. Saint-Jouvent (87152)              | 83. Saint-Julien-le-Petit (87153)    | 84. Saint-Just-le-Martel (87156)     |
| 85. Saint-Laurent-les-Églises (87157) | 86. Saint-Léger-la-Montagne (87159)    | 87. Saint-Léonard-de-Noblat (87161)  | 88. Saint-Martin-le-Vieux (87166)    |
| 89. Saint-Martin-Terressus (87167)    | 90. Saint-Maurice-les-Brousses (87169) | 91. Saint-Méard (87170)              | 92. Saint-Paul (87174)               |
| 93. Saint-Priest-Ligoure (87176)      | 94. Saint-Priest-sous-Aixe (87177)     | 95. Saint-Priest-Taurion (87178)     | 96. Saint-Sulpice-Laurière (87181)   |
| 97. Saint-Sylvestre (87183)           | 98. Saint-Vitte-sur-Briance (87186)    | 99. Saint-Yrieix-la-Perche (87187)   | 100. Saint-Yrieix-sous-Aixe (87188)  |
| 101. Sauviat-sur-Vige (87190)         | 102. Séreilhac (87191)                 | 103. Solignac (87192)                | 104. Surdoux (87193)                 |
| 105. Sussac (87194)                   | 106. Verneuil-sur-Vienne (87201)       | 107. Veyrac (87202)                  | 108. Vicq-sur-Breuilh (87203)        |